# Высокоэластичное состояние
Высокоэластичное состояние — состояние полимеров, промежуточное между стеклообразным и вязкотекучим состоянием, или, между стеклообразным и деструкцией, для полимеров с прочными междуцепочечными связями. 
Соответствующие температурные переходы называются температурой стеклования (или температурой размягчения, если образец нагревается) и температурой текучести. Главным признаком высокоэластичного состояния является способность к значительным обратимым деформациям (сотни процентов), под воздействием небольших внешних сил.
Некоторые линейные полимеры с жёсткой структурой, например, целлюлоза, не переходят в высокоэластичное состояние, а разрушаются до того, и наоборот, у полимеров с высокой термодинамической гибкостью, например, каучуков, температуры стеклования очень низки.)
Особенности этого состояния вызваны тем, что тепловые колебания молекул становятся достаточно высокоэнергичными для того, чтобы отдельные звенья взаимодействующих полимерных цепей могли разрывать связи друг с другом, но при этом молекулярные нити в целом остаются связанными. Это приводит к тому, что клубки полимерных нитей достаточно легко могут распутываться, а сами нити — вытягиваться в линию, но при этом ближний порядок расположения макромолекул сохраняется. Значительную роль играют в этом поперечные связи между молекулами, которые не позволяют им скользить друг относительно друга. Полимеры без таких связей, например, невулканизированный каучук, тоже имеют некоторую сцеплённость своих нитей, за счёт перехлёстывания, зацепления петель и тому подобного, но такие связи непрочны (хотя они легко восстанавливаются, когда на материал перестаёт действовать внешняя сила), потому эти полимеры имеют гораздо большую пластичность, хотя проявляют и эластические свойства.
Поскольку переходы между состояниями у полимеров отличаются от резких фазовых переходов обычных веществ, температурные рамки высокоэластичного состояния не являются постоянными, даже для одного и того же вещества, и зависят от режима нагревания, количества прошедших циклов нагревания-охлаждения, и других параметров. Зависят они и от степени полимеризации вещества, причём, из-за того, что температура стеклования определяется энергией взаимодействия отдельных звеньев полимерных нитей, она почти не зависит от количества этих звеньев, температура же текучести — зависит от взаимодействия макромолекул целиком, потому растёт вместе с их длиной. Таким образом, температурный диапазон высокоэластичного состояния расширяется, вместе с увеличением степени полимеризации вещества, и наоборот, уже у олигомеров эта стадия практически отсутствует.

Зависимость модуля упругости эластомера от температуры

Эластичность полимеров, в отличие от упругости таких материалов, как металлы, имеет энтропийную природу, и не связана с межмолекулярным притяжением (при растяжении меняется лишь конфигурация молекул, но не межмолекулярные расстояния — благодаря этому, практически не изменяется объём, а внутренняя энергия меняется лишь за счёт изменения конформационных энергий). Состоянию с максимальной энтропией соответствуют конфигурации, при которых расстояние между концами молекулы равно {\displaystyle {\overline {r}}^{2}={\tfrac {2}{3}}nb^{2}}, где n — число звеньев молекулы, а b — длина одного звена. Как видно, для больших молекул это расстояние — несравнимо меньше общей длины молекулы, что и соответствует спутанности в клубок.
Также, из-за того, что изменение свободной энергии под воздействием приложенных сил, идёт, по большей части, за счёт изменения энтропии, можно вывести, что силы упругости пропорциональны температуре, а кроме того, процесс растяжения сопровождается повышением температуры, из-за соответствующего падения энтропии.
Модуль упругости полимеров в этом состоянии очень мал (E~0,1-10 МПа). При этом модуль всестороннего сжатия, определяющийся межмолекулярными силами отталкивания, сравним с другими твёрдыми телами (103 МПа)
Полимеры, обладающие высокоэластичными свойствами в диапазоне эксплуатации, называют эластомерами.